# Agencia Belga

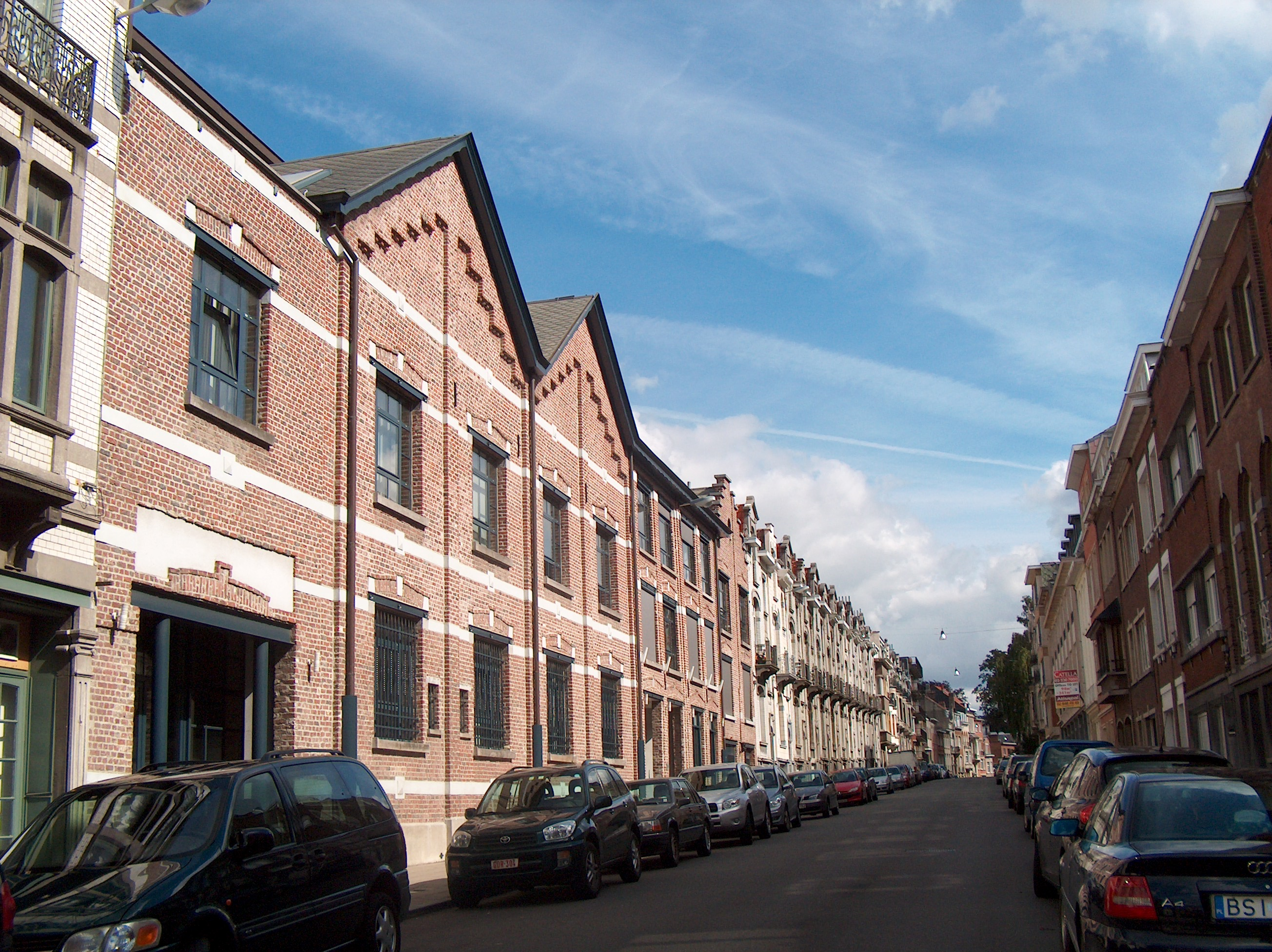
Sede en Bruselas

La agencia Belga fue una agencia de comunicación y un servicio de noticias fundada por Pierre-Marie Olivier y Maurice Travailleur el 1 de enero de 1921.
Esta es la Agencia Nacional de Bélgica. La agencia está situada en Schaarbeek, en Bruselas.